# 中國代表權
中國代表權是根據一个中国政策，在聯合國及各國際組織中，可以合法代表「中國」、擁有「中國」國家主權、並享有各項屬於中國之國際法權利的國家，擁有中國代表權的國家稱為中國合法政府（英語：Legitimate government of China）或中國合法代表（Legitimate representative of China）。在第二次國共內戰至1949年之前，中國代表權由中華民國擁有；1949年中華人民共和國建國後，聲稱自己取代中華民國為中國唯一合法代表，而與退守台灣的中華民國在聯合國及國際社會競逐「中國」的國際地位歸屬，因此出現中國代表權問題。1971年後，中華人民共和國取得聯合國的中國席位，此後國際社會主要認為中國代表權屬於中華人民共和國。
在中華人民共和國建國後，由於海峽兩岸的分治，產生台灣問題。中華人民共和國對中國代表權的主張，擴及到認定中華人民共和國擁有台灣主權，進而要求其邦交國需遵守「一中原則」，不得認可兩個中國或一中一台。中華民國自蔣經國政府時期起逐漸減少對中國代表權的競逐，至李登輝政府時期奉行“务实外交”政策，在外交上不再堅持中華民國擁有中國代表權，除了強調中華民國為主權獨立之國家，也認為海峽兩岸互不隸屬，以此對抗中華人民共和國擁有台灣主權的主張。马英九政府时期则奉行“活路外交”政策，在“九二共识”及“一中各表”的基础上处理与邦交国关系，在國際上不抵觸「一個中國」原則，避談中國代表權問題。相較於國民黨政府時期，民進黨政府時期基本維持李登輝政府的政策，持續強調海峽兩岸互不隸屬，但在陳水扁政府時期曾有偏向台獨的「一邊一國」主張。

## 概論
自1911年中華民國建立之後，內部曾經有多次政權分裂。最早為1917年，中國國民黨在廣州建立的护法军政府以及之後的國民政府，與北洋政府之間的對立。在中國共產黨建立獨立政權後，曾有中华苏维埃共和国與中華民國的對立。
1949年，中華人民共和國建立，取得中國大陸之後，經由蘇聯協助，開始在國際上爭取中國代表權。撤退到台灣的中華民國政府，經由美國支持，在聯合國中仍然保有中國席次。在中華人民共和國邦交國逐漸增加後，在聯合國中支持中華人民共和國的國家數量增加，美國曾經提出雙重代表權方案，但遭到中華人民共和國與中華民國雙方反對而失敗。
1971年通過的聯合國大會第2758號決議，承認中華人民共和國取代中華民國擁有中國代表權。此後1972年中國與美國簽定上海公報，中國政府在公報上首次表明，「中國只有一個，中華人民共和國是中國唯一合法代表，台灣是中華人民共和國領土」，形成一個中國政策，此後國際上主要承認中華人民共和國擁有中國代表權。中華人民共和國利用中國代表權作為工具，壓縮中華民國參與國際社會空間，打擊台灣國家地位，以迫使中華民國走向統一。 

## 中華民國與中國代表權
中華民國曾經認為自身擁有中國法統或道統，最初保持漢賊不兩立政策，自認為唯一合法中國代表。在1990年代後，經由中華民國憲法增修條文與修改國籍法，將法律體系中的中國，逐步修改為中華民國，將國家統治範圍限制在臺灣地區之中。在法律體系中不再自稱為中國，使用中華民國全稱，或台灣名稱。外交上採行務實外交，不堅持中華民國擁有中國代表權，而只代表台灣。

## 國際社會認定的中國代表權
中華人民共和國宣稱與中華人民共和國建立邦交的所有國家皆遵守一中原則。中華人民共和國也透過各種方式，持續要求世界各國清楚的表達並遵守一個中國原則，以推動中國統一。
除了中華民國邦交國外，大部份國家皆承認中華人民共和國擁有中國代表權，具有爭議的部份則是台灣是否為中華人民共和國的領土，也就是所謂台灣問題。多數國家採取戰略模糊的外交手法，在措辭上選擇不正面承認台灣為中華人民共和國領土，如英國與加拿大的採用，以「認知到」（acknowledge）或「留意到」（take note of），來取代「承認」（recognize）中華人民共和國擁有台灣。

### 美國與中國代表權
美國對中華民國與中華人民共和國的三邊外交政策，以中美三個聯合公報，《台灣關係法》與六項保證為基點。美國承認中華人民共和國擁有中國代表權，認知到中華人民共和國擁有台灣領土的主張，但承諾支持台灣保持現況，不支持單邊改變現況的行動。
2023年5月16日，美國聯邦眾議院外委會通過「台灣國際團結法案」（Taiwan International Solidarity Act），該法案強調，聯大2758號決議僅處理中國代表權問題，不涉及台灣。7月25日，美國眾議院通過該法案。

## 聯合國中國代表權
中華民國是聯合國的創始會員國之一，也是五個联合国安全理事会常任理事国之一（明定於聯合國憲章第23條）。此時全中國版圖正由中華民國國民政府統治。其後中華民國政府在第二次國共內戰中失利，中國共產黨及各人民團體于1949年在北平召開中國人民政治協商會議第一屆全體會議，通過《中國人民政治協商會議共同綱領》，宣告中华人民共和国成立，並組織中华人民共和国中央人民政府，統治中國大陸。當年底中華民國政府退守台灣後，兩岸分立分治的局面形成。中華民國政府與中華人民共和國中央人民政府都聲稱是中國的唯一合法政府，不承认对方是合法政府。從1950年至1971年中華民國政府的代表一直擁有在聯合國的中國席位，中華人民共和國則不斷爭取驅逐“蔣介石集團”的中國代表權，要求取代中華民國在聯合國席位。
1971年7月15日阿爾巴尼亞、阿爾及利亞等18國（後增至23國）提出「承认中华人民共和国政府的代表是中国在联合国组织的唯一合法代表，中华人民共和国是安全理事会五个常任理事国之一，决定：恢复中华人民共和国的一切权利，承认她的政府的代表为中国在联合国组织的唯一合法代表，并立即把蒋介石的代表从它在联合国组织及其所属一切机构中所非法占据的席位上驱逐出去。」，史称“两阿提案”。
1971年10月19日－10月24日的聯合國大會總辯論期間，有70多國參與了關於中國代表權辯論的發言。1971年9月29日美國同日本等19國（後增至22國）所提出「重要議題案」，將中华人民共和国中央人民政府入會的「取代投票案」從2分之1贊成通過的門檻，改為3分之2贊成才得以通過之重要議題，在1971年10月25日的表決過程中以59票反對，55票贊成，15票棄權未獲通過。同日時任美國大使老布希連同日本等17國（後增至19國）提出臨時動議，主張將A/L.630以及附加文件1、2號決議草案分段表決，其中「把蔣介石的代表從它在聯合國組織及其所屬一切機構中所非法佔據的席位上驅逐出去」部分作為另一項議案，如果能獲得足夠的贊成票，有機會促成「雙重代表案」，即中華人民共和國將以常任理事國身分參與聯合國，同時中華民國仍然保持其聯合國普通會員國的席位，但此動議在表決中以61票反對，51票贊成，16票棄權的結果未獲通過，換言之當時中華民國的65個友邦中出現了嚴重倒戈，再加上當天又有與中華民國政府關係友好的沙烏地阿拉伯大使白汝迪奉其國王指示幫忙中華民國，不斷地發言且堅持自己的提案比阿爾巴尼亞提案或者雙重代表權案都好，導致眾多成員國不滿，令中華民國代表團認知到即將進行的「取代投票案」已無希望，中華民國外交部部長周書楷上台發言，表示對於即將進行的投票案感到相當遺憾，中華民國決定自行退出以維護立場，隨後中華民國代表團離席，最終聯合國大會以76票贊成、35票反對、17票棄權通過中華人民共和國「取代」中華民國在聯合國的中國席位。
波蘭學者陸安寧（Antonina Łuszczykiewicz）與孟狄斯（Patrick Mendis）於2023年發表論文於美國國家利益（The National Interest），其中提到，聯合國大會第2758號決議只有承認（Recognize）中華人民共和國是「中國唯一合法代表」，但沒有授權中華人民共和國在聯合國中代表中華民國，未註明台灣是中華人民共和國的一部份，也未提到台灣國家地位的解決方案。中國利用這項決議案將台灣排除在聯合國之外，傷害了民主世界的力量，無法良好制衡中國對世界秩序的影響。國際社會需要台灣的力量。

## 國際組織中國代表權

### 奧運會中國代表權與中華台北
自从中華人民共和國于1971年在聯合國取得「中國」代表權後，中华人民共和国政府即根据“一个中国”原则要求各国家和国际组织停止以“中华民国”或“中国”之名称呼1949年政府遷往臺灣後的中華民國。中華民國方面1976年被強迫以「台灣」名義參加該年舉行的蒙特婁奧運，因感到矮化而拒絕該隊名。其后，根据1979年6月及10月国际奥林匹克委员会执行委员会的决议，中華民國需以「中华台北奥林匹克委员会」的名称继续参加奥运会。1981年3月23日，中華民國奧委會（中華奧林匹克委員會）與國際奧林匹克委員會簽訂《洛桑協議》，中华民国方面正式接纳「中華台北」名稱做為參加奧林匹克運動的代表團名稱。这一模式在其後被稱作「奧會模式」或「奧運模式」。该模式使得中華民國能够参加国际运动赛事及部分国际组织，但亦引起了批評聲浪。